# District d'Auray
Pour les articles homonymes, voir Auray (homonymie).
Le district d'Auray est une ancienne division territoriale française du département du Morbihan de 1790 à 1795.
Il était composé des cantons de Auray, Landevant, Locmariaquer, Mendon, Palais, Ploemel, Pluneret, Pluvigner et Quiberon.